# Lachenalia algoensis
Lachenalia algoensis är en sparrisväxtart som beskrevs av Selmar Schönland. Lachenalia algoensis ingår i släktet Lachenalia och familjen sparrisväxter. Inga underarter finns listade i Catalogue of Life.